# Hieracium vetteri
Lo sparviere di Vetter  (nome scientifico  Hieracium vetteri  Ronninger, 1920) è una specie di pianta angiosperma dicotiledone della famiglia delle Asteraceae.  H. vetteri  è anche l'unica specie appartenente alla sezione monotipica Hieracium sect. Vettera  Gottschl..

## Etimologia
Il nome del genere deriva dalla parola greca hierax o hierakion (= sparviere, falco). Il nome del genere è stato dato inizialmente dal botanico francese Joseph Pitton de Tournefort (1656 - 1708) rifacendosi probabilmente ad alcuni scritti del naturalista romano Gaio Plinio Secondo (23 - 79) nei quali, secondo la tradizione, i rapaci si servivano di questa pianta per irrobustire la loro vista. L'epiteto specifico (vetteri ) è stato dato in onore del direttore didattico a Vienna, J. Vetter (1865 - 1945), scopritore di diversi taxa di Hieracium.
Il nome scientifico della specie è stato definito dal botanico Ronninger nella pubblicazione " Verhandlungen der Kaiserlich-Koniglichen Zoologisch-Botanischen Gesellschaft in Wien. Vienna" ( Verh. K.K. Zool.-Bot. Ges. Wien 70: 46) del 1920.  Il nome scientifico della sezione è stato definito dal botanico Günter Gottschlich (1951-).

## Descrizione
Habitus. La forma biologica è emicriptofita scaposa (H scap), ossia in generale sono piante erbacee, a ciclo biologico perenne, con gemme svernanti al livello del suolo e protette dalla lettiera o dalla neve e sono dotate di un asse fiorale eretto e spesso privo di foglie. Le specie di questo gruppo sono piante di tipo afillopode (raramente hypofillopode). Tutte le specie del gruppo sono provviste di latice.
Fusto. I fusti, in genere eretti e ascendenti, sono colorati di verde o verde-rossastro, in basso sono legnosi e colorati di verde-violaceo; sono di solito solitari e mediamente ramificati o afilli. Le radici in genere sono di tipo fittonante. Queste piante arrivano ad una altezza di 40 – 60 cm.
Foglie. Sono presenti solamente foglie cauline con disposizione alterna. Le lamine sono intere con bordi dentati. La superficie può essere ricoperta da peli subsetosi. I piccioli sono seminascosti da una densa villosità sericea allungata di peli ghiandolari. Le foglie cauline sono numerose (da 8 a 10) con forme oblungo-lanceolate, sessili; le inferiori sono semi-amplessicauli; le superiori con base rotondata.
Infiorescenza. Le sinflorescenze sono lassamente panicolate con 3 - 5 rami con un totale di 3 - 10 capolini. L'acladio è di 1 – 2 cm. L'infiorescenza vera e propria è composta da un capolino terminale sorretto da un peduncolo sotteso da 1 - 3 brattee fogliacee. I capolini, solamente di tipo ligulifloro, sono formati da un involucro composto da diverse brattee (o squame) all'interno delle quali un ricettacolo fa da base ai fiori ligulati. L'involucro ha una forma da emisferica a semi-ellissoide ed è formato da 2 serie di brattee larghe 1,2 – 2 mm. Il ricettacolo, alla base dei fiori, è alveolato (i margini degli alveoli sono brevemente dentati). Gli involucri sono seminascosti da una densa villosità sericea allungata di peli ghiandolari. Dimensione dell'involucro: 12 – 15 mm
Fiori. I fiori, tutti ligulati, sono tetra-ciclici (ossia sono presenti 4 verticilli: calice – corolla – androceo – gineceo) e pentameri (ogni verticillo ha in genere 5 elementi). I fiori sono ermafroditi, fertili e zigomorfi.
- Formula fiorale:

*/x K {\displaystyle \infty }, [C (5), A (5)], G 2 (infero), achenio
- Calice: i sepali del calice sono ridotti ad una coroncina di squame.
- Corolla: le corolle sono formate da un tubo e da una ligula terminante con 5 denti; il colore è giallo pallido. I dentelli apicali sono brevi e glabri. Dimensioni delle ligule: larghezza 2 mm; lunghezza 15 – 20 mm.
- Androceo: gli stami sono 5 con filamenti liberi, mentre le antere sono saldate in un manicotto (o tubo) circondante lo stilo.[14] Le antere alla base sono acute. Il polline è tricolporato.[15]
- Gineceo: lo stilo giallo (con tendenza al nerastro) è filiforme e peloso sul lato inferiore; gli stigmi dello stilo sono due divergenti. L'ovario è infero uniloculare formato da 2 carpelli. La superficie stigmatica è interna.[16]
- Antesi: da luglio ad agosto (la fioritura in genere è avanzata fino all'autunno).

Frutti. I frutti sono degli acheni con pappo. Gli acheni hanno una forma da oblunga a obovoide-obconica con apice troncato e privi di becco (non sono compressi); in alcuni casi gli acheni sono provvisti di coste longitudinali. La colorazione varia da paglierina a castana chiara. Il pappo si compone di peli semplici grigiastri, scabri o barbati (non piumosi). Raramente il pappo è assente. Dimensione degli acheni: 3 - 3,5 mm.

## Biologia
Impollinazione: l'impollinazione avviene tramite insetti (impollinazione entomogama tramite farfalle diurne e notturne).

Riproduzione: la fecondazione avviene fondamentalmente tramite l'impollinazione dei fiori (vedi sopra).

Dispersione: i semi (gli acheni) cadendo a terra sono successivamente dispersi soprattutto da insetti tipo formiche (disseminazione mirmecoria). In questo tipo di piante avviene anche un altro tipo di dispersione: zoocoria. Infatti gli uncini delle brattee dell'involucro (se presenti) si agganciano ai peli degli animali di passaggio disperdendo così anche su lunghe distanze i semi della pianta.

## Distribuzione e habitat
Geoelemento: il tipo corologico (area di origine) è Endemico.
Distribuzione: in Italia questa specie si trova molto raramente in Val Senales.
Habitat: l'habitat preferito per queste piante sono i lariceti.
Distribuzione altitudinale: sui rilievi alpini, in Italia, queste piante si possono trovare fino a quote comprese tra 1.750 e 1.760 m s.l.m..

## Tassonomia
La famiglia di appartenenza di questa voce (Asteraceae o Compositae, nomen conservandum) probabilmente originaria del Sud America, è la più numerosa del mondo vegetale, comprende oltre 23.000 specie distribuite su 1.535 generi, oppure 22.750 specie e 1.530 generi secondo altre fonti (una delle checklist più aggiornata elenca fino a 1.679 generi). La famiglia attualmente (2021) è divisa in 16 sottofamiglie.

### Filogenesi
Il genere di questa voce appartiene alla sottotribù Hieraciinae della tribù Cichorieae (unica tribù della sottofamiglia Cichorioideae). In base ai dati filogenetici la sottofamiglia Cichorioideae è il terz'ultimo gruppo che si è separato dal nucleo delle Asteraceae (gli ultimi due sono Corymbioideae e Asteroideae). La sottotribù Hieraciinae fa parte del "quinto" clade della tribù; in questo clade è posizionata alla base ed è "sorella" al resto del gruppo comprendente, tra le altre, le sottotribù Microseridinae e Cichoriinae. Il genere  Hieracium (insieme al genere Pilosella) costituisce il nucleo principale della sottotribù Hieraciinae e formano (insieme ad altri generi minori) un "gruppo fratello" posizionato nel "core" delle Hieraciinae.
Il genere Hieracium è un genere estremamente polimorfo con maggioranza di specie apomittiche. Di questo genere sono descritte circa 1000 specie sessuali e oltre 3000 specie apomittiche, delle quali circa 250 e più sono presenti nella flora spontanea italiana. Alcuni taxon collegati alle varie specie del genere sono sottospecie, altri sono considerati aggregati (o inclusi), e altri ancora sono considerati "intermediari" (o impropriamente ibridi in quanto queste specie essendo apomittiche non si incrociano e quindi non danno prole feconda) con altre specie. A causa di ciò si pongono dei problemi di sistematica quasi insolubili e per avere uno sguardo d'insieme su questa grande variabilità può essere necessario assumere un diverso concetto di specie. Qui in particolare viene seguita la suddivisione del materiale botanico in sezioni così come sono elencate nell'ultima versione della "Flora d'Italia".
La specie di questa voce è descritta all'interno della sezione Hieracium sect. Vettera (monotipica). La sezione XXXIV Vettera occupa una posizione isolata, e presenta solamente alcuni collegamenti con la sezione Cernua. I caratteri distintivi per le specie di questa sezione sono:
- le specie di questo gruppo sono piante di tipo afillopode (raramente hypofillopode);
- i piccioli e gli involucri sono seminascosti da una densa villosità sericea allungata di peli ghiandolari;
- le foglie cauline sono numerose (da 8 a 10) con forme oblungo-lanceolate, sessili; le inferiori sono semi-amplessicauli; le superiori con base rotondata; sono ricoperte da peli subsetosi;
- gli involucri sono lunghi 12 -15 mm con più serie di brattee (larghezza: 1,2 - 2 mm);
- gli acheni hanno delle dimensioni tra 3 e 4,5 mm e una colorazione da paglierina a castana;
- la fioritura è avanzata fino all'autunno.

L'indumentum è uno degli elementi più importanti per distinguere le varie specie.  H. vetteri è caratterizzato dalla seguente pubescenza:
| Tipo peli        | Caule                                      | Foglie | Peduncoli dei capolini                                      | Brattee involucrali                                                          |
| ---------------- | ------------------------------------------ | --- | ----------------------------------------------------------- | ---------------------------------------------------------------------------- |
| Peli semplici    | Densi, lunghi 3 – 5 mm e più o meno setosi | Pagina superiore: sparsi; sulla pagina inferiore e margini: densi; le foglie superiori spesso sono glabre | Sparsi, lunghi 2 – 3 mm, più o meno setosi e neri alla base | Densi                                                                        |
| Peli ghiandolari | Solitari o sparsi                          | Sparsi (al margine e lungo le nervature)                                                                  | Sparsi                                                      | Densi, lunghi 0,5 mm, sottili, neri alla base con ghiandole piccole e gialle |
| Peli stellati    | Sparsi                                     | Solitari (sui margini)                                                                                    | Densi                                                       | Sparsi sui margini fino a densi all'apice                                    |